# Modifications des communes des Côtes-d'Armor

## Présentation
L'INSEE recense toutes les modifications apportées aux communes, composition, toponymie etc.
Voici la liste de celles parmi ces modifications qui ont concerné des communes des Côtes-d'Armor depuis 1930 :

## Liste des modifications
| Date d'effet | N° commune | Modifications communales intervenues                                                                              |
| ------------ | ---------- | --- |
| 21/05/1949   | 22055      | Étables devient Étables-sur-Mer.                                                                                  |
| 30/10/1949   | 22213      | Plouër devient Plouër-sur-Rance.                                                                                  |
| 14/05/1954   | 22205      | Plorec devient Plorec-sur-Arguenon.                                                                               |
| 01/04/1957   | 22158      | Mûr devient Mûr-de-Bretagne.                                                                                      |
| 26/11/1960   | 22162      | Paimpol fusionne avec Kérity et Plounez.                                                                          |
|              | 22089      | Kérity est rattachée à Paimpol (fusion simple).                                                                   |
|              | 22230      | Plounez est rattachée à Paimpol (fusion simple).                                                                  |
| 27/04/1961   | 22113      | Lannion fusionne avec Brélévenez, Buhulien, Loguivy-lès-Lannion et Servel.                                        |
|              | 22017      | Brélévenez est rattachée à Lannion (fusion simple).                                                               |
|              | 22022      | Buhulien est rattachée à Lannion (fusion simple).                                                                 |
|              | 22130      | Loguivy-lès-Lannion est rattachée à Lannion (fusion simple).                                                      |
|              | 22336      | Servel est rattachée à Lannion (fusion simple).                                                                   |
| 16/05/1962   | 22212      | Plouëc devient Plouëc-du-Trieux.                                                                                  |
| 25/07/1962   | 22327      | Saint-Samson devient Saint-Samson-sur-Rance.                                                                      |
| 10/01/1965   | 22186      | Pléneuf devient Pléneuf-Val-André.                                                                                |
| 12/06/1965   | 22203      | Plœuc devient Plœuc-sur-Lié.                                                                                      |
| 08/07/1970   | 22266      | Rostrenen fusionne avec Bonen.                                                                                    |
|              | 22010      | Bonen est rattachée à Rostrenen (fusion simple).                                                                  |
| 07/12/1970   | 22103      | Langrolay devient Langrolay-sur-Rance.                                                                            |
| 01/01/1972   | 22282      | Saint-Cast devient Saint-Cast-le-Guildo à la suite de sa fusion avec Notre-Dame-du-Guildo.                        |
|              | 22159      | Notre-Dame-du-Guildo est rattachée à Saint-Cast (fusion simple) qui devient Saint-Cast-le-Guildo.                 |
| 02/06/1972   | 22197      | Pleudihen devient Pleudihen-sur-Rance.                                                                            |
| 01/01/1973   | 22093      | Lamballe fusionne avec Maroué, La Poterie, Saint-Aaron et Trégomar.                                               |
|              | 22142      | Maroué est rattachée à Lamballe (fusion association).                                                             |
|              | 22252      | La Poterie est rattachée à Lamballe (fusion association).                                                         |
|              | 22270      | Saint-Aaron est rattachée à Lamballe (fusion association).                                                        |
|              | 22355      | Trégomar est rattachée à Lamballe (fusion association).                                                           |
| 01/01/1973   | 22118      | Lanvallay fusionne avec Saint-Solen et Tressaint.                                                                 |
|              | 22329      | Saint-Solen est rattachée à Lanvallay (fusion association).                                                       |
|              | 22374      | Tressaint est rattachée à Lanvallay (fusion association).                                                         |
| 01/01/1973   | 22179      | Pléhérel devient Fréhel à la suite de sa fusion avec Plévenon.                                                    |
|              | 22201      | Plévenon est rattachée à Pléhérel (fusion association) qui devient Fréhel.                                        |
| 01/01/1973   | 22190      | Pleslin devient Pleslin-Trigavou à la suite de sa fusion avec Trigavou.                                           |
|              | 22382      | Trigavou est rattachée à Pleslin (fusion association) qui devient Pleslin-Trigavou.                               |
| 15/03/1973   | 22213      | Plouër-sur-Rance devient Plouër-Langrolay-sur-Rance à la suite de sa fusion avec Langrolay-sur-Rance.             |
|              | 22103      | Langrolay-sur-Rance est rattachée à Plouër-sur-Rance (fusion association) qui devient Plouër-Langrolay-sur-Rance. |
| 01/04/1973   | 22084      | Jugon devient Jugon-les-Lacs à la suite de sa fusion avec Lescouët-Jugon et Saint-Igneuc.                         |
|              | 22125      | Lescouët-Jugon est rattachée à Jugon (fusion simple) qui devient Jugon-les-Lacs.                                  |
|              | 22301      | Saint-Igneuc est rattachée à Jugon (fusion simple) qui devient Jugon-les-Lacs.                                    |
| 01/04/1973   | 22296      | Saint-Glen devient Saint-Glen-Penguily à la suite de sa fusion avec Penguily.                                     |
|              | 22165      | Penguily est rattachée à Saint-Glen (fusion association) qui devient Saint-Glen-Penguily.                         |
| 01/04/1973   | 22204      | Ploëzal devient Ploëzal-Runan à la suite de sa fusion avec Runan.                                                 |
|              | 22269      | Runan est rattachée à Ploëzal (fusion association) qui devient Ploëzal-Runan.                                     |
| 01/01/1975   | 22030      | Caouënnec devient Caouënnec-Lanvézéac à la suite de sa fusion avec Lanvézéac.                                     |
|              | 22120      | Lanvézéac est rattachée à Caouënnec (fusion simple) qui devient Caouënnec-Lanvézéac.                              |
| 01/01/1984   | 22103      | Langrolay-sur-Rance est rétablie.                                                                                 |
|              | 22213      | Plouër-Langrolay-sur-Rance devient Plouër-sur-Rance à la suite du rétablissement de Langrolay-sur-Rance.          |
| 05/07/1984   | 22165      | Penguily est rétablie.                                                                                            |
|              | 22296      | Saint-Glen-Penguily devient Saint-Glen à la suite du rétablissement de Penguily.                                  |
| 01/09/1986   | 22269      | Runan est rétablie.                                                                                               |
|              | 22204      | Ploëzal-Runan devient Ploëzal à la suite du rétablissement de Runan.                                              |
| 25/12/1997   | 22317      | Saint-Méloir devient Saint-Méloir-des-Bois.                                                                       |
|              | 22349      | Trédrez devient Trédrez-Locquémeau.                                                                               |
| 29/12/1999   | 22391      | Yvignac devient Yvignac-la-Tour.                                                                                  |
| 01/01/2003   | 22050      | Dinan reçoit des parcelles de Léhon (13 ha, 218 hab.).                                                            |
|              | 22123      | Léhon cède des parcelles à Dinan (13 ha, 218 hab.).                                                               |
|              | 22123      | Léhon reçoit des parcelles de Dinan.                                                                              |
|              | 22050      | Dinan cède des parcelles à Léhon.                                                                                 |
| 01/10/2004   | 22201      | Plévenon est rétablie.                                                                                            |